# Emilio Mola Vidal

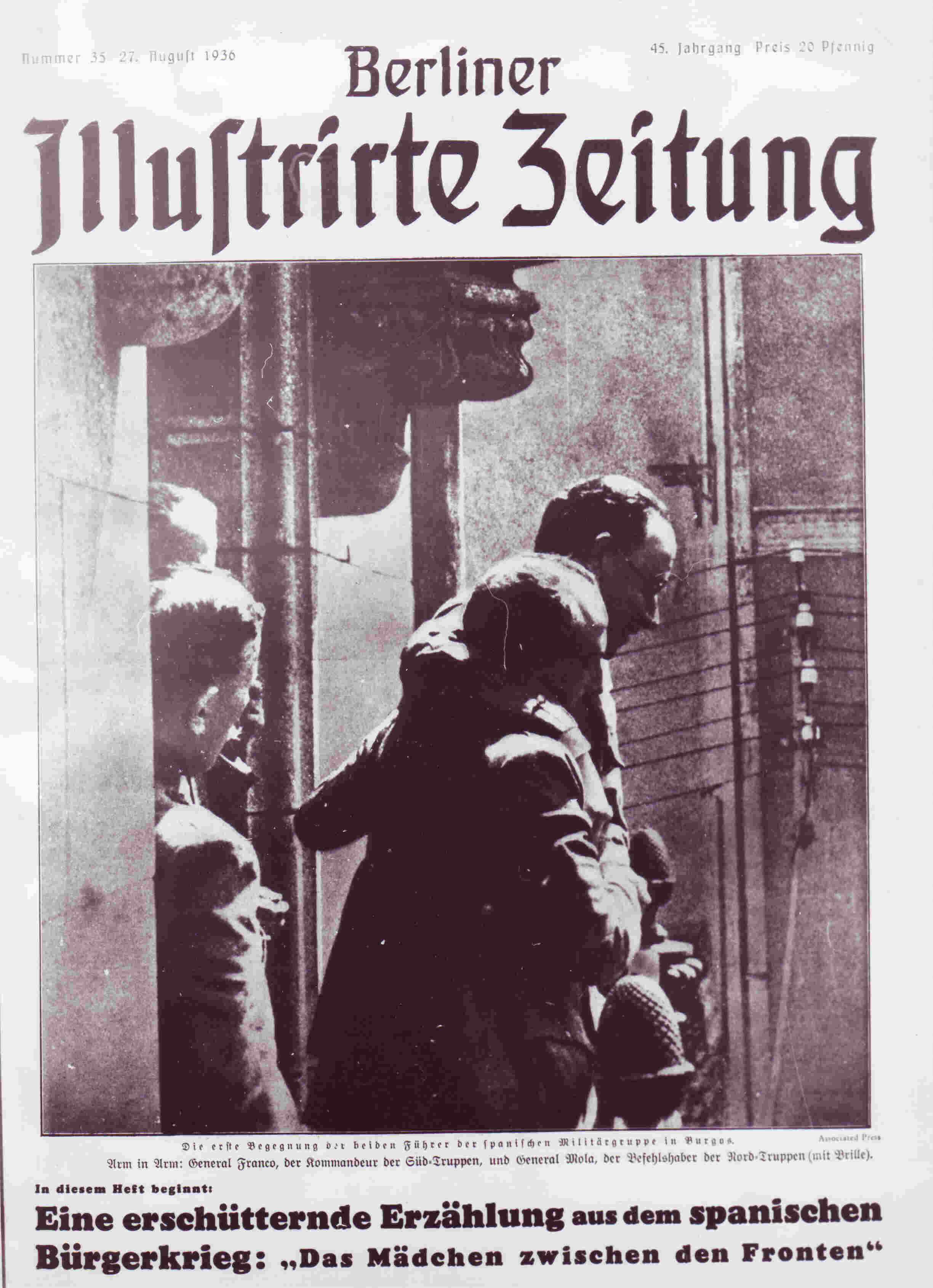
Mola abraçant-se amb Franco en una imatge publicada al Berliner Illustrirte Zeitung de 1936

Emilio Mola Vidal (Placetas, Villa Clara, Cuba, 9 de juliol de 1887 – Castil de Peones, Alcocero, província de Burgos, 3 de juny de 1937) fou un militar espanyol i un dels líders de l'intent de cop d'estat del 18 de juliol de 1936 i la rebel·lió militar subsegüent amb la qual s'inicià la Guerra Civil espanyola. El poeta xilè Pablo Neruda, que fou diplomàtic destinat a Espanya, dedicà al general uns dels seus més ferotges versos al poema "Mola en los infiernos", inclòs al recull Residencia en la Tierra.
Se li atribueix haver creat el terme militar conegut com a cinquena columna, que defineix la resistència aliada dins de territori enemic quan la va emprar en la conquesta de Madrid a la Guerra Civil espanyola.

## Joventut
Mola nasqué a Cuba, quan encara era colònia espanyola, on el seu pare, capità de la Guàrdia Civil destinat allí, estava destacat i on s'havia casat amb la seva esposa cubana.
Després de la guerra hispano-estatunidenca de 1898, la família torna a Espanya. El 28 d'agost de 1904, Mola ingressa a l'Acadèmia d'Infanteria de Toledo el 1904. Després de la seva formació i graduació com a tinent (1907), època en què dirigia aquesta Acadèmia el coronel Jose Villalba Riquelme, fou destinat al Regiment d'Infanteria de Bailén, i després serví a la guerra colonial espanyola del Marroc, al Regiment d'Infanteria de Melilla, on rebé la Medalla Militar Individual per la campanya de 1909, i es convertí en una autoritat en assumptes militars. L'1 d'agost de 1911 entrà d'oficial a les Fuerzas Regulares Indígenas, amb les quals participà en les operacions de la plana del Zaio. El maig de 1912 fou ferit de gravetat a la cuixa dreta, fet que li suposà el seu primer ascens per mèrits de guerra a capità.
En recuperar-se, fou enviat al Regiment d'Infanteria de Ceriñola, amb el qual tornaria a Izhafen, Imarufen i Talusit; i lluitaria també a la zona de Tetuan, on aconseguí el seu segon ascens, a comandant, novament per mèrits de guerra.
El 1915 és destinat al batalló de caçadors Alba de Tormes de Barcelona, i dos anys i mig després passaria per Madrid i després a Ceuta com a Jutge de Causes de la seva Comandància General.
Al càrrec del Grup de Regulars de Ceuta número 3 participa en la Guerra del Rif en diverses batalles l'octubre de 1919 i 1920: Malalien, Wad Ra, Alcázar Seguer, Kudia Tahar, Alad Lau, Kobba d'Arsa, etc. El juny de 1921 és ascendit a tinent coronel i destinat al Regiment d'Infanteria d'Andalusia a Santander. Tres mesos després, és cridat per cobrir la vacant al front dels Regulars de Melilla i torna a participar en importants operacions militars, com la de Dar Accoba. Gràcies a l'evacuació de la zona de Larraix, Mola és ascendit per mèrits de guerra a coronel i arriba al comandament del Regiment d'Infanteria de Melilla, amb el qual participaria en el Desembarcament d'Alhucemas. El 1927, amb quaranta anys, és ascendit a general de brigada i es fa càrrec de la Comandància General de Larraix.
Mola fou també Director de Seguridad el 1930, un càrrec polític on les seves idees conservadores el van fer molt impopular entre l'oposició socialista i liberal; una de les seves tasques més rellevants en el càrrec fou la reorganització del Cos de Policia, entre les quals s'incloïa la creació de la denominada Guàrdia d'Assalt.

## Ascens del Front Popular
Després del triomf del Front Popular durant la República, Mola és empresonat i separat del servei actiu després d'associar-lo a la sublevació del general José Sanjurjo Sacanell el 1932, passant a la segona reserva. Els problemes econòmics que es derivaren de la suspensió de sou, el dugueren a fer joguines i a escriure en distints mitjans per a guanyar-se la vida. El 1933, Mola és amnistiat i reingressa a l'exèrcit, on col·labora a l'Estat Major Central amb Franco i d'altres. El 1935 accedeix a la comandància militar de Melilla i després és nomenat cap superior de les Forces del Marroc.
Després de la seva arribada al poder, el febrer de 1936, el govern del Front Popular traslladà diversos caps militars intentant desmuntar la conspiració militar debades. Mola fou nomenat governador militar a Pamplona, per considerar-se un lloc allunyat i que restava al marge d'assumptes polítics; des d'allà dirigí la conspiració militar que dugué al cop d'estat del 18 de juliol.

## Plans colpistes
Aviat Mola s'uní al grup d'oficials que planejaven un cop per enderrocar el règim republicà. Així, el canvi de destinació feu que diversos militars d'alta graduació coincidissin a Madrid a primers de març, i allí designaren a Mola com a cap per a preparar la insurrecció militar, quan aquest es dirigia cap a la seva nova destinació, a Pamplona. El general Mola arribà a Navarra el 14 de març de 1936. Per mediació de Raimundo García García Garcilaso, director del Diario de Navarra, els carlins es posaren en contacte amb Mola el maig. Després de diverses reunions es produí un acord, amb la disposició de secundar la rebel·lió militar per part dels requetès. Fou Mola qui, sota el pseudònim de Director, envià les instruccions secretes a les unitats militars compromeses amb l'aixecament. El seu plantejament per a iniciar el cop i una vegada iniciat queda reflectit a les seves instruccions reservades. Així consta en la instrucció reservada núm. 1, firmada per Mola a Madrid el 25 de maig de 1936 que deia:
| « | Se tendrá en cuenta que la acción ha de ser en extremo violenta para reducir lo antes posible al enemigo, que es fuerte y bien organizado. Desde luego, serán encarcelados todos los directivos de los partidos políticos, sociedades o sindicatos no afectos al movimiento, aplicándoles castigos ejemplares a dichos individuos para estrangular los movimientos de rebeldía o huelgas. | » |

 El 19 de juliol de 1936, iniciat el cop, deia també Mola:
| « | Hay que sembrar el terror...hay que dejar la sensación de dominio eliminando sin escrúpulos ni vacilación a todos los que no piensen como nosotros. | » |

Després de diversos retards, s'escollí el 18 de juliol de 1936 com a data per a iniciar el cop. Malgrat l'èxit de la rebel·lió en el protectorat del Marroc, Mola esperà fins al 19 de juliol per a sublevar-se a Navarra. Durant la nit del 18 al 19 de juliol mantingué una conversa telefònica amb Diego Martínez Barrio (President del Govern, per unes hores), en què li demanà que s'atingués a la més estricta disciplina per tal d'evitar els horrors d'una guerra que s'estava desencadenant. Mola no accedí argumentant que era massa tard i que no podia tornar enrere. El cop fracassà en l'objectiu de controlar la major part d'Espanya, però bona part de l'exèrcit li donà suport i la situació evolucionà ràpidament cap a una guerra civil.

## Mort en accident d'avió
Mola morí el 3 de juny de 1937 quan el seu avió (un Airspeed Envoy) s'estavellà, prop de l'actual localitat d'Alcocero, durant un temporal, quan tornava a Vitòria. Fou el cap de l'exèrcit insurrecte del Nord fins a la seva mort el juny de 1937, en circumstàncies encara avui no del tot aclarides.
En morir Sanjurjo a Portugal, també d'accident aeri, el 20 de juliol, Franco fou escollit comandant de l'exèrcit revoltat, així com a Cap d'Estat de la zona controlada. Mola fou nomenat màxim responsable de l'Exèrcit del Nord. Les morts de Sanjurjo i Mola deixaren Franco com a únic líder del bàndol nacional. Això aixecà rumors que apuntaven Franco com a instigador de les morts dels dos rivals, però no s'ha descobert cap prova que ho avali.